# Daniel Levigoureux
Daniel Levigoureux, né en 1945 à Liévin est un peintre français
Formé aux techniques du vitrail de 1964 à 1967 à l'école des métiers d'Art à Paris, il est d'abord tenté par l'abstraction géométrique, puis s'intéresse à la peinture figurative de paysage.

Une importante exposition intitulée «Paysages entre terre, ciel et mer» lui a été consacrée au Musée départemental de l'Oise à Beauvais fin 2004-début 2005.

Il fut par ailleurs longtemps enseignant à l'École supérieure d'art et de design d'Amiens.